# Caroline Krook
Märta Caroline Desirée Krook (Stoccolma, 18 novembre 1944 – Stoccolma, 16 agosto 2025) è stata una vescova luterana svedese.

## Biografia
Divenne sacerdotessa nella Chiesa luterana svedese episcopale nella diocesi di Stoccolma nel 1998. Sposò un sacerdote nel 1969 e fu nominata rettore della Cattedrale di Stoccolma nel 1990 divenendo la prima decana svedese della Chiesa. Svelse come suo motto episcopale: "Siate ferventi nello spirito - per servire il Signore" (Romani 12:11).
Krook dichiarò il proprio sostegno per le coppie omosessuali, che dovrebbero essere autorizzate a perpetuare la fede nella Chiesa. Giustificò la sua posizione secondo la quale gli autori della Bibbia, e in particolare san Paolo, non fossero a conoscenza di ciò che oggi chiamiamo la vera e propria omosessualità. Krook intervenne anche all'inaugurazione del Gay Pride del 2004 a Stoccolma, dove dichiarò che vorrebbe contribuire alla istituzione del matrimonio di genere neutro, che deve essere benedetto nella Chiesa.
Il pensionamento di Caroline Krook avvenne nel novembre 2009 per raggiunti limiti di età. Nella carica di vescovo di Stoccolma venne succeduta da Eva Brunne che l'8 novembre ne prese il posto.
Krook fu una nipote dell'attore Alrik Kjellgren e cugina dell'autore Ture Rangström.

## Genealogia episcopale
La genealogia episcopale è:
- Cardinale Guillaume d'Estouteville, O.S.B.Clun.
- Papa Sisto IV
- Papa Giulio II
- Cardinale Achille Grassi
- Vescovo Paride Grassi
- Vescovo Peder Månsson
- Arcivescovo Laurentius Petri
- Vescovo Jacob Johannis
- Arcivescovo Laurentius Petri Gothus
- Arcivescovo Andreas Laurentii Björnram
- Vescovo Petrus Benedicti
- Arcivescovo Abraham Angermannus
- Arcivescovo Petrus Kenicius
- Arcivescovo Olaus Martini
- Arcivescovo Laurentius Paulinus Gothus
- Vescovo Jonas Magni Wexionensis
- Arcivescovo Johannes Canuti Lenaeus
- Vescovo Samuel Enander
- Arcivescovo Lars Stigzelius
- Arcivescovo Johan Baazius il Giovane
- Arcivescovo Olov Svebilius
- Arcivescovo Mattias Steuchius
- Arcivescovo Johannes Steuchius
- Arcivescovo Henrik Benzelius
- Arcivescovo Karl Fredrik Mennander
- Arcivescovo Uno von Troil
- Arcivescovo Jacob Axelsson Lindblom
- Arcivescovo Carl von Rosenstein
- Arcivescovo Johan Olof Wallin
- Arcivescovo Hans Olof Holmström
- Arcivescovo Henrik Reuterdahl
- Arcivescovo Anton Niklas Sundberg
- Vescovo Martin Johansson
- Vescovo Olof Bergqvist
- Arcivescovo Erling Eidem
- Arcivescovo Gunnar Hultgren
- Arcivescovo Ruben Josefson
- Arcivescovo Olof Sundby
- Arcivescovo Bertil Werkström
- Arcivescovo Karl Gustav Hammar
- Vescovo Caroline Krook